# Air Calédonie
Ne doit pas être confondu avec Aircalin.
Air Calédonie (dont le Code IATA est TY et son code OACI est TPC), est une compagnie aérienne française assurant une desserte aérienne régulière sur tout le territoire de la Nouvelle-Calédonie et des rotations hebdomadaires à l'échelle régionale depuis octobre 2024 (Port Vila, Vanuatu). 
Composée de près de 250 employés, elle a transporté sur l’exercice 2019 464 102 passagers, 1 796 tonnes de fret et assuré 10 583 vols.

## Histoire

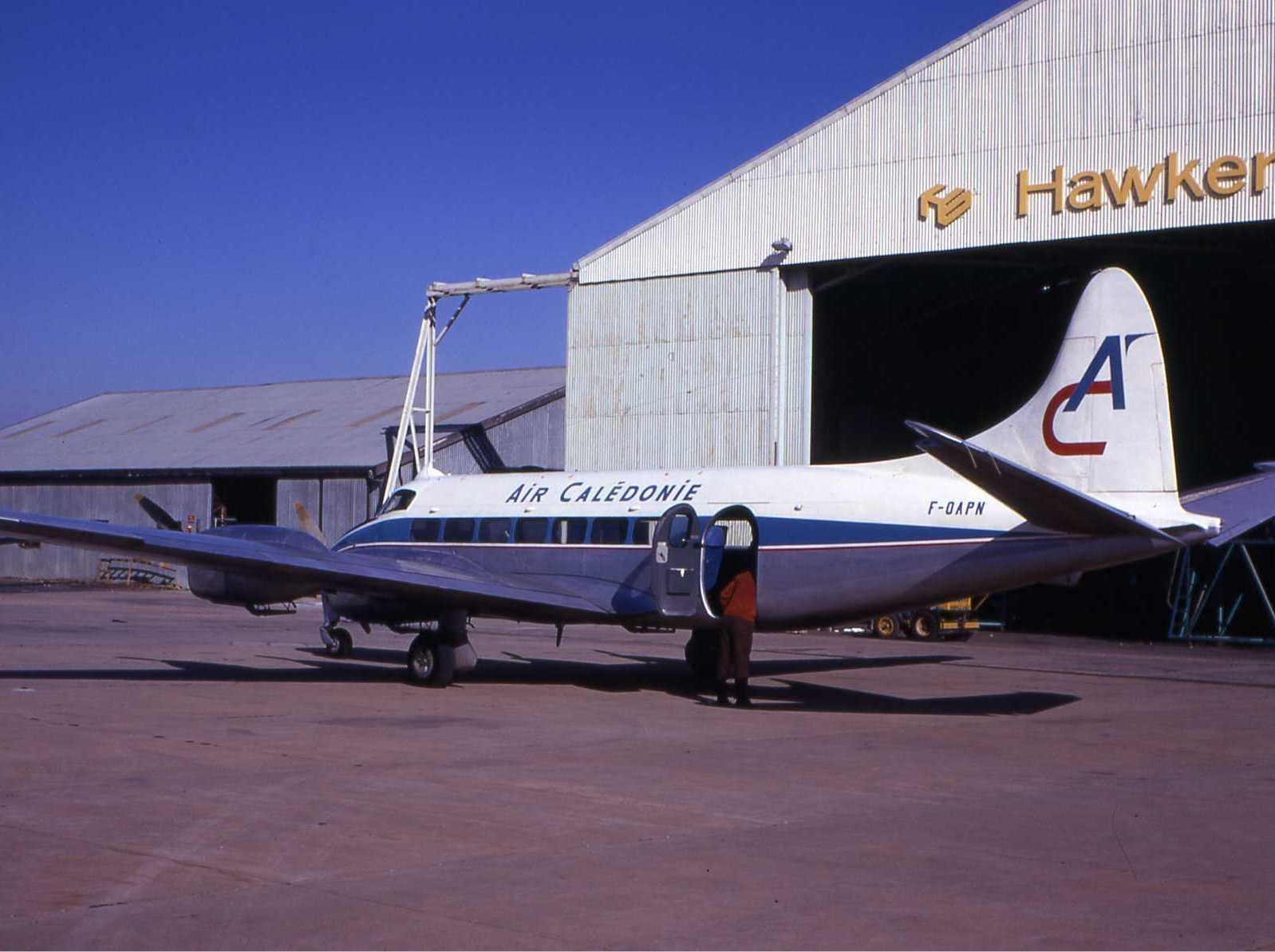
Ancien De Havilland DH114 "Heron" d'Air Calédonie, dans les années 1970, à l'aéroport de Bankstown près de Sydney en Australie

Le 9 décembre 1954, une poignée de passionnés d’aviation créé la première compagnie aérienne calédonienne, la société calédonienne de transports aériens « Transpac » dans le but d’exploiter un service aérien entre Nouméa, l’intérieur et les îles.

### Du Dragon «Rapide» au Héron
Le premier avion de la compagnie se pose le 9 août 1955 à La Tontouta. C’est un De Havilland Dragon « Rapide » DH 89, un bimoteur aux ailes dont la surface est entoilée et pouvant transporter 8 passagers. Le vol inaugural du Dragon « Rapide » a lieu le 28 septembre 1955 sur Maré et Lifou depuis Magenta. Puis les lignes vers l’île des Pins et Ouvéa ouvrent en octobre 1955.
En février 1958, la Transpac acquiert un appareil pouvant transporter 17 passagers, le De Havilland Héron DH 114 dans le but de répondre à l’augmentation du trafic local. La compagnie fait l’acquisition de trois appareils de ce type par la suite car elle nourrit également le projet de développer des lignes régionales, notamment vers les Nouvelles-Hébrides.
Le 9 février 1961 marque la participation du Territoire au Conseil d’Administration de la Transpac et le 1er janvier 1968, la Transpac devient Air Calédonie.

### 1968 – 1992: L’arrivée des avions à turbine
L’augmentation du trafic oblige la compagnie à renouveler sa flotte dès 1968 et à se tourner vers des appareils plus modernes, plus fiables et plus grands : les bi-turbopropulseurs.

#### Du Twin Otter à l’ATR 42

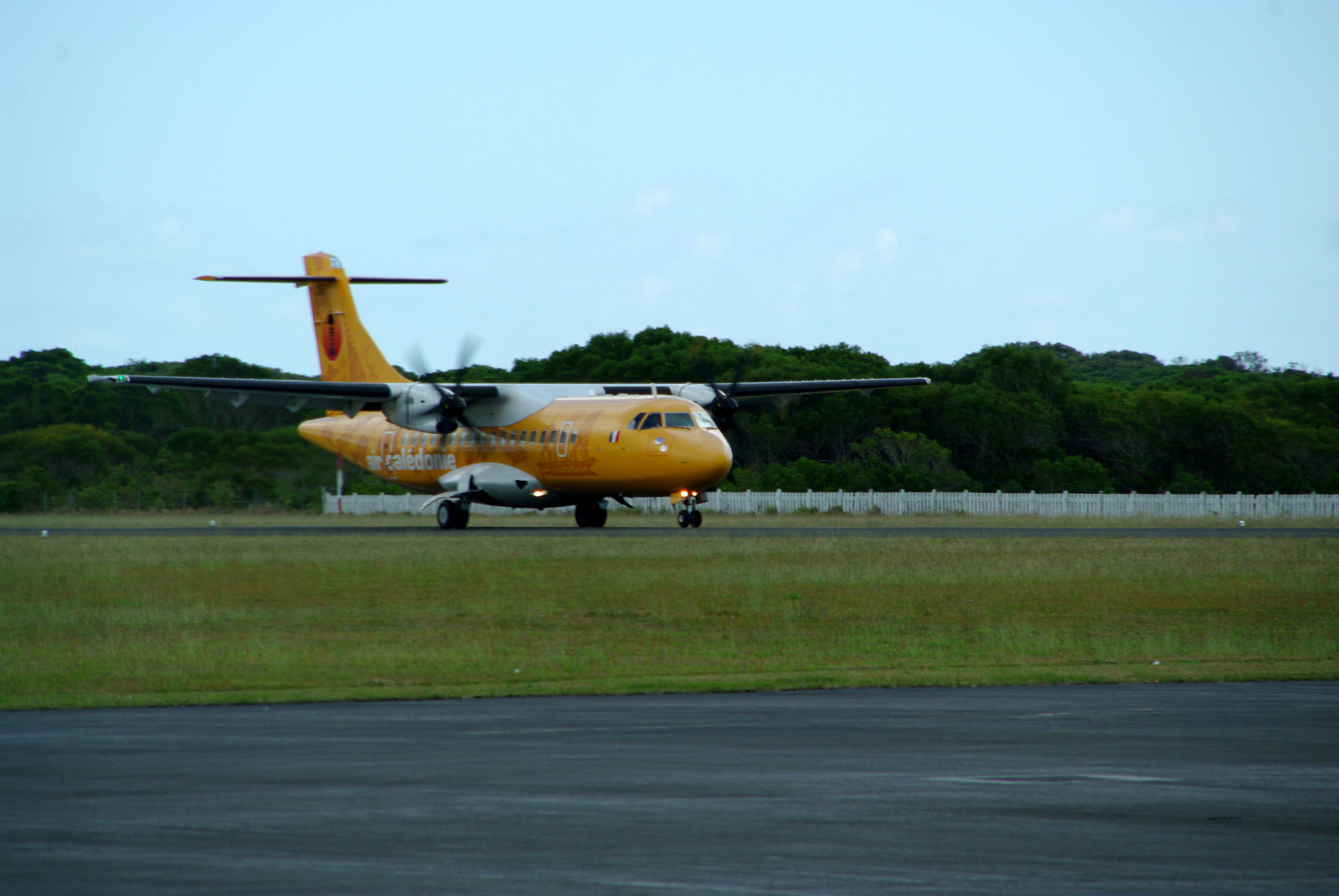
ATR 42-500 d'Air Calédonie à l'Aérodrome de Lifou-Wanaham

En 1968, le premier appareil à turbine apparaît dans la flotte d’Air Calédonie : le Twin Otter, qui dispose de 19 places à bord, d’une technologie plus fiable et d’une meilleure performance que les appareils à pistons. Des Britten Normal Islander de 9 places, viendront renforcer la flotte.
Fin 1980, Air Calédonie franchit le cap des 100 000 passagers transportés dans l’année.
En 1986, le premier ATR 42 d’Air Calédonie se pose à Magenta. Il s’agit d’un appareil de nouvelle génération et la compagnie est parmi les premières au monde à l’exploiter. Il peut transporter 46 passagers. Deux autres ATR 42 seront acquis en 1988 et 1990 notamment pour développer les rotations inter-îles. L’ATR 42 est adapté au réseau aérien local et permet à la compagnie d’accompagner le développement touristique de l’intérieur et des îles. Deux Dornier 228 viendront renforcer la flotte en 1990. Deux fois plus rapide que le Twin Otter, pour le même nombre de places à bord (19), le Dornier est très économique et peut se poser partout, y compris sur les pistes courtes, comme à Bélep par exemple, où l’ATR ne peut se poser. Les ATR 42 seront renouvelés par deux appareils neufs, l’un acheté en 1993 et un autre en 1997.

### 1992 – 2004: La progression du trafic
À la suite des importants investissements réalisés pour renouveler la flotte, et plusieurs crises sociales, la compagnie rencontre des problèmes de trésorerie au début des années 90. En juillet 1992 est alors décidé la création d’un directoire placé sous le contrôle d’un conseil de surveillance afin de retrouver un équilibre financier. Par ailleurs, le chantier de la nouvelle aérogare de Magenta est lancé.
Le directoire et le conseil de surveillance sont créés en juillet 1992 et dissous en 2004. La principale mission du directoire sera de mettre en place un plan de relance qui permette d’améliorer la rentabilité de l’entreprise tout en continuant à répondre aux besoins des usagers.
En 1998, Air Calédonie participe au lancement des travaux d’extension de l’aérogare de Magenta pour répondre à l’augmentation du trafic. Il sera livré en deux parties, entre 2000 et 2001.
A la fin de l’exercice de l’an 2000, la compagnie a transporté 300 000 passagers dans l’année.

### 2005 – 2014: Évolution constante
En 2005, le conseil d’administration lance le projet d’acquérir de nouveaux ATR en défiscalisation pour remplacer ses trois ATR 42-320 vieillissants. La compagnie opte pour l’achat d’un ATR 42-500 de 48 places et deux ATR 72-500 de 70 places. En 2012, la compagnie obtient sa certification IOSA* qui lui permet de devenir membre IATA* en novembre 2013. En 2014, un quatrième ATR vient renforcer la flotte d’Aircal.
L’ATR 42-500 et le premier ATR 72-500 arrivent à Magenta en 2006. Puis un deuxième ATR 72-500 se pose à Magenta en 2007. Ces trois appareils arrivent aux nouvelles couleurs de la compagnie : jaune-orange et recouvert de totems stylisés façon bambous gravés.
En mars 2012, Samuel Hnepeune est nommé Président du Conseil d’Administration d’Aircal et en septembre 2013 il est nommé Président Directeur Général de la compagnie. Une large restructuration de la compagnie est alors amorcée.
Aircal franchit le cap des 440 000 passagers transportés dans l’année (exercice de mars 2015 à mars 2016) et affiche un taux de remplissage de 82 %.
En janvier 2014, la direction et les syndicats signent le pacte social après quatorze mois de négociations. La compagnie n’avait plus d’accord d’entreprise depuis 19 ans, lesquels avaient été dénoncés en 1995.
En mars, le 4e ATR de la compagnie, un ATR 72-500 se pose à Magenta. L’investissement représente 1,1 milliard. L’appareil est financé en grande partie à crédit mais également avec l’aide de l’Adanc (l’agence pour la desserte aérienne de Nouvelle-Calédonie).
Le nouvel ATR 72-500 va permettre d’augmenter d’environ 35% le trafic sur l’ensemble du réseau et donc de mieux répondre aux attentes des usagers.
Depuis le 9 décembre, Air Calédonie fête les 60 ans de la création de la compagnie par Henri Martinet, Herbert Coursin, Louis Eschembrenner, Tom Johnston et Walter Hickson.

### 2014 – 2018: Le renouvellement de la flotte et nouveau siège social

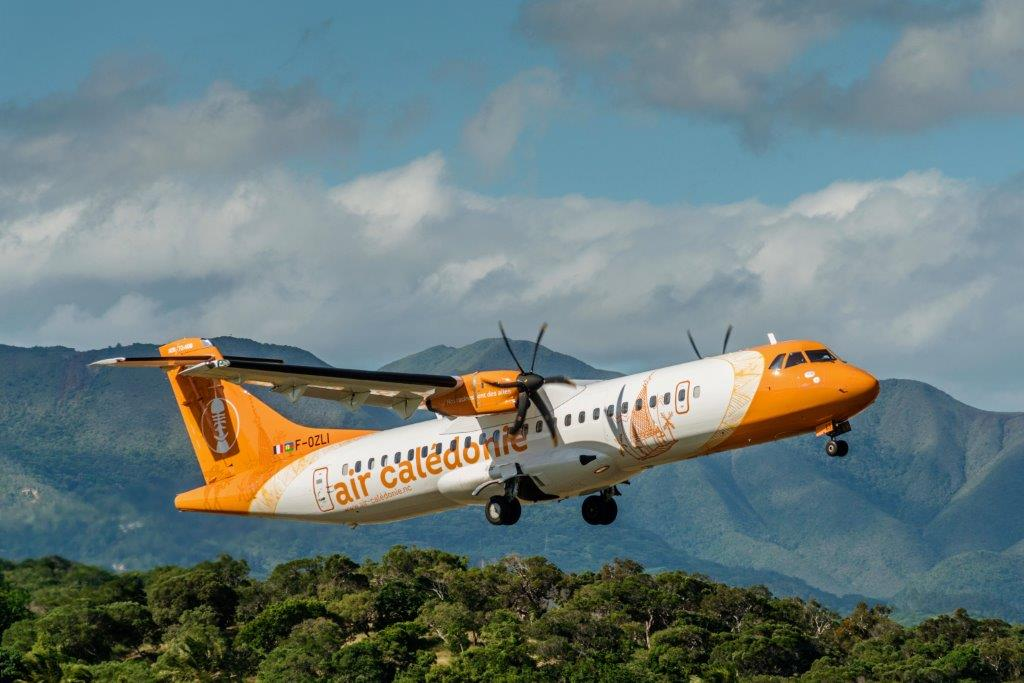
Décollage du F-OZLI 2e ATR 72-600 de la nouvelle flotte Air Calédonie

En 2014, la compagnie lance un projet de renouvellement intégral de sa flotte. La compagnie se tourne vers le module ATR 72-600.
Elle recevra ses deux premiers avions fin 2016. Ils seront immatriculés F-OZIP (IP pour l'Ile des Pins) et F-OZLI (LI pour Lifou).
Fin 2017, deux autres modules ATR 72-600 seront réceptionnés F-OZKN (KN pour Koné) et F-OZNO (NO pour Nouméa).
Le F-OZNO, dernier avion à intégrer la flotte, se distingue avec une livrée entièrement orange. Il deviendra la mascotte de la compagnie.
En 2016, et après 62 ans d'existence, Air Calédonie transportera son 10 000 000e passager depuis sa création en 1954.
Lancé en 2016, la construction du siège social s'est achevée en 2018. Situé à la première Vallée du Tir, le siège social de la compagnie rassemble l'ensemble des directions de la compagnie dans un cadre moderne et agile : le Pacific Plaza.

### Depuis 2020: Le temps des crises
Le secteur du transport aérien est le secteur qui a été le plus durement affecté par la crise sanitaire du Coronavirus, et Air Calédonie n’a pas été épargnée par cette crise sans précédent.
Avec la fermeture des frontières et l’arrêt du tourisme international, Air Calédonie rencontre des difficultés financières qui nécessitent une réorganisation en profondeur de la compagnie.
En septembre 2023, les aérodromes des îles Loyauté sont bloqués par certains résidents des archipels qui protestent contre les prix des billets fixés par Air Calédonie. Le 6 octobre, une reprise partielle des vols est décidée mais la menace des blocages reste présente.
Le 10 juillet 2024, à la suite des émeutes de 2024 en Nouvelle-Calédonie, la compagnie aérienne fait face à une baisse importante du trafic. D'après les syndicats, elle se trouve au bord du dépôt de bilan et envisage un plan social.

## Gouvernance

### Conseil d'administration
- Monsieur Samuel Hnepeune, Président Directeur Général, administrateur
- Nouvelle-Calédonie, administrateur, représentée par Monsieur Gilbert TYUIENON,
- Province Sud, administrateur, représentée par Madame Naia WATEOU,
- Province Nord, administrateur, représentée par Monsieur Yannick SLAMET,
- Province des îles, administrateur, représentée par Monsieur Charles YEIWENE,
- Monsieur Néko HNEPEUNE , administrateur
- Monsieur Élia WALEWENE, administrateur
- Monsieur Eric ESCHENBRENNER, administrateur
- Monsieur Mathias WANEUX, administrateur
- Monsieur Rezza WAMYTAN, administrateur
- Monsieur Grégoire BERNUT, administrateur
- Monsieur Robert KAPOERI, administrateur
- Madame Omayra HNAISSELINE, administrateur
- Madame Virginie RUFFENACH, administrateur

### Comité Exécutif
- Directeur général : Daniel HOUMBOUY
- Directeur stratégie et opération : Philippe BUSSON
- Directrice commerciale et marketing : Marion GENTELET

### Comité de direction
- Directeur général : Daniel HOUMBOUY
- Directeur stratégie et opération : Philippe BUSSON
- Directrice commerciale et marketing : Marion GENTELET
- Directeur technique : Jean Marie HAOCAS
- Directeur des opérations au sol : Philippe SAVELLI
- Directeur des opérations en vol : Laurent OLIVEIRA
- Directeur Financière : Martin GAUTIER
- Directrice des ressources humaines : N/A

## Destinations
Air Calédonie assure des vols au départ de l'aéroport Nouméa Magenta et l'aéroport de Nouméa La Tontouta :
- Île des Pins - Aérodrome de Moué
- Lifou - Aérodrome de Lifou-Wanaham
- Maré - Aérodrome de La Roche
- Ouvéa - Aérodrome d'Ouloup
- Port Vila (Vanuatu) - Aeroport Bauerfield

## Flotte
La compagnie Air Calédonie assure la desserte domestique régulière de Nouvelle-Calédonie grâce à sa flotte qui est composée des appareils suivants:
Le premier ATR 72-600 (F-OZIP : INDIA PAPA), est arrivé sur le territoire le 10 décembre 2016, le deuxième ATR 72-600 (F-OZLI : LIMA INDIA) a été reçu le 17 décembre 2016. Le troisième et quatrième ATR 72-600 (F-OZKN : KILO NOVEMBER et F-OZNO : NOVEMBER OSCAR) ont été livrés en décembre 2017. Ce dernier s'est posé le 23 décembre 2017 à l'aérodrome de Nouméa-Magenta.
Air Calédonie a donc finalisé le renouvellement de sa flotte qui est depuis 2017 composée de quatre ATR 72-600.